# پایگاه هوایی آبی دریاچه اوریلیا/سن جان
پایگاه هوایی آبی دریاچه اوریلیا/سن جان (به انگلیسی: Orillia/Lake St John Water Aerodrome) یک فرودگاه خصوصی است که یک باند فرود آب دارد. این فرودگاه در کشور کانادا قرار دارد و در ارتفاع ۲۱۹ متری از سطح دریا واقع شده است.